# Giro dell'Emilia 2009
Il Giro dell'Emilia 2009, novantaduesima edizione della corsa e valida come evento dell'UCI Europe Tour 2009, si svolse il 10 ottobre 2009 su un percorso di 198,2 km. La vittoria fu appannaggio dell'olandese Robert Gesink, che completò il percorso in 4h49'31", precedendo il danese Jakob Fuglsang e lo svedese Thomas Löfkvist.
Sul traguardo di San Luca 62 ciclisti, su 162 partiti da Sassuolo, portarono a termine la competizione.

## Ordine d'arrivo (Top 10)
| Pos. | Corridore            | Squadra       | Tempo    |
| ---- | -------------------- | ------------- | -------- |
| 1    | Robert Gesink        | Rabobank      | 4h48'31" |
| 2    | Jakob Fuglsang       | Saxo Bank     | s.t.     |
| 3    | Thomas Löfkvist      | Columbia-HTC  | s.t.     |
| 4    | Cadel Evans          | Silence       | a 20"    |
| 5    | Aleksandr Vinokurov  | Astana        | a 30"    |
| 6    | Fredrik Kessiakoff   | Fuji-Servetto | a 32"    |
| 7    | Aleksandr Kolobnev   | Saxo Bank     | a 40"    |
| 8    | Chris Anker Sørensen | Saxo Bank     | a 43"    |
| 9    | Alberto Fernández    | Fuji-Servetto | s.t.     |
| 10   | Paolo Tiralongo      | Lampre-N.G.C. | s.t.     |